# Rat Burana
Rat Burana (en tailandés: ราษฎร์บูรณะ) es uno de los 50 distritos de Bangkok, (khet), en Tailandia. El distrito es fronterizo (en el sentido de las agujas del reloj) con: el Amphoe Phra Pradaeng de la provincia de Samut Prakan, Thung Khru, Chom Thong y Thon Buri, distritos de Bangkok, mientras lo hace también, al otro lado del río Chao Phraya, con Bang Kho Laem and Yan Nawa.

## Historia
Fue una zona fronteriza estable de Thon Buri durante el reinado de Taksin. Después se convirtió en un amphoe de la provincia de Thon Buri. Más tarde se integró en la provincia de Nakhon Khuan Khan (ahora el Amphoe Phra Pradaeng) hasta que la provincia fue degradada a amphoe integrada en la provincia de Samut Prakan. Fue entonces cuando regresó a Thonburi hasta la fusión de esta con Bangkok. En 1998, parte de Rat Burana se escindió para formar otro distrito: Thung Khru.

## Administración territorial
El distrito se divide en dos subdistritos (Kwaeng).
| 1. | Rat Burana | ราษฎร์บูรณะ |  |
| 2. | Bang Pakok | บางปะกอก  |  |